# Anticlea vasiliata
Anticlea vasiliata es una especie de polilla perteneciente a la familia Geometridae. La especie fue descrita por primera vez por Achille Guenée habiendo sido descrita en 1896, con amplia distribución en América del Norte. Es una polilla mediana con una envergadura de 30 milímetros (1,2 plg).

## Distribución
La distribución de Earophila vasiliata es amplia y transcontinental. Se ha descrito desde la parte norte de Estados Unidos y el sur de Canadá, desde Terranova y Labrador hasta Maryland, al norte hasta Columbia Británica. Se extiende desde Nueva Escocia y Quebec hasta Alaska y Columbia Británica. Al sur alcanza hasta Nueva Jersey y Pensilvania en el este, y hasta Idaho, Oregón y el norte de California en el Oeste de Estados Unidos.
Los registros de hallazgos provienen de bosques de abetos y piceas, maderas duras, bosques de ensenadas y bosques ribereños de montaña. Algunos especímenes provienen de áreas residenciales.

## Descripción
El patrón de las alas anteriores es distintivo y no suele confundirse con otras especies que vuelan simultáneamente. Los sexos son similares en sus características visibles. Los genitales, por su parte, son distintivos: el macho presenta una costa notablemente esclerotizada que sobresale de la punta de la valva, mientras que la hembra parece tener dos marcas bien separadas. El conducto presenta un collar esclerotizado y la placa ostial está esclerotizada y expandida. Solo el collar esclerotizado se encuentra en A. multiferata.

### Especies similares
Tiene gran similitud con especies alopátricas aunque tienen con estas especies una notoria distancia genética. Tiene gran parecido con la Earophila badiata. Ambas especies tienen alas anteriores de color marrón, con el área media variando en color desde un marrón concoloro hasta un blanco puro. Las antenas masculinas de E. vasiliata son simples, con numerosas setas cortas en el lado ventral, mientras que las de E. badiata son dentadas, con mechones de cilios cortos en los extremos de los dientes.

## Ciclo de vida
Se ha reportado plantas hospedantes larvarias en larvas cautivas, incluyendo la zarzamora. Otras plantas que se ha reportado de las que se nutren las orugas incluyen la cicuta y la rosa. Los adultos se acercan fácilmente a la luz artificial donde pueden ser bastante comunes, aunque vuelan entre abril y junio cuando hay poca gente en las montañas.